# Муха (студия)
Анимационная студия «Муха» — российская мультипликационная студия, базирующаяся в Уфе. Студия занимается созданием анимированных клипов для отечественных исполнителей, компьютерной графики для сериалов и художественных фильмов, а также мультипликационных фильмов.
Считается первым издателем периодических комиксов в СССР и России.

## История
История студии тесно связана с её основателем Виталием Мухаметзяновым, который ещё в конце 1980-х годов вместе с группой единомышленников начал рисовать комиксы на чердаке уфимского Дома Печати. Первым проектом стал комикс о псе-детективе Рипли, который вышел в 1988 году.
В 1990 году была создана студия под названием «Муха», которое произошло от школьного прозвища Мухаметзянова. Уже через год студия запустила одноимённый журнал комиксов, который стал одним из первых подобных изданий в СССР и быстро обрёл популярность. Тиражи доходили до 100 000 экземпляров, открывалось украинское отделение, а в 1993 году был выпущен совместный выпуск с немецким журналом «Kromix».
Кроме комиксов, студия занималась компьютерной графикой и анимацией. В 1994 году она создала первые в России компьютерные клипы для таких исполнителей, как «Алиса», Сергей Галанин и «Чайф». После закрытия журнала в 1995 году студия сосредоточилась исключительно на работе с компьютерной графикой. На данный момент произведено более 300 компьютерных видеоклипов на песни разных исполнителей. Также студия делала спецэффекты для таких фильмов, как «Мастер и Маргарита» Владимира Бортко, «Код Апокалипсиса», «Первый после Бога», а также занималась созданием мультипликационных мультфильмов. Так, в 2018 году был создан первый полнометражный мультфильм студии под названием «Садко». А в 2023 году по заказу правительства Республики Башкортостан был выпущен мультфильм «Северные Амуры» о башкирских войсках, воевавших в русско-французских войнах.
Несмотря на смерть своего основателя, студия существует и по сей день.

## Фильмография

### Мультфильмы
| № | Название       | Дата выпуска   |
| - | -------------- | -------------- |
| 1 | Буратило       | 1997-2010      |
| 2 | Попугай Club   | 2012           |
| 3 | Садко          | 2017           |
| 4 | Северные Амуры | 28 апреля 2016 |

## Награды
Студия многократно становилась призёром всероссийского конкурса, который проводила Федеральная антинаркотическая служба России. Награды она получала за свои анимационные ролики, созданные в жанре социальной рекламы.